# Kokaral
Kokaral a fost o insulă în partea de nord a Mării Aral, în Kazahstan. În 1960 avea 273 km pătrați. Cel mai înalt vîrf era dealul Daut (163 m). Pe teritoriul insulei se aflau orășelile pescărești Avan, Kokaral și Akbastî. În 1973, ca urmare a scăderii nivelului apelor Aralului, Kokaralul a devenit o peninsulă, iar din 1987 e un istm ce separă Aralul Mare de Aralul Mic.